# Ceremonia de apertura de los Juegos Olímpicos de Londres 2012
La ceremonia de apertura de los Juegos Olímpicos de Londres 2012 se realizó en la noche del viernes 27 de julio en el Estadio Olímpico de Londres. El evento fue una combinación de una apertura formal y ceremonial que incluyó los discursos de bienvenida, el izamiento de las banderas, el desfile de los atletas y un espectáculo artístico empleado para mostrar la cultura del país anfitrión. Los Juegos Olímpicos de Londres 2012 fueron inaugurados oficialmente por la reina Isabel II del Reino Unido. El espectáculo fue titulado Isles of Wonder —Islas maravillosas— dirigido por el ganador del Óscar, el cineasta británico Danny Boyle, con música compuesta especialmente por el grupo de música electrónica Underworld.
Previo a Londres 2012 se había mostrado bastante recelo sobre la capacidad británica de crear un espectáculo capaz de alcanzar el estándar establecido por Pekín 2008, donde la ceremonia se destacó por su escala, extravagancia y costo, siendo reconocida como la «mejor de la historia». Mientras que la ceremonia de Pekín 2008 tuvo un costo de 65 millones de libras, Londres gastó 27 millones de libras (de 80 millones presupuestadas para sus cuatro ceremonias) para su ceremonia, que, empero, fue aproximadamente el doble del presupuesto original. Sin embargo, la ceremonia de 2012 fue vista generalmente como un gran éxito, elogiada por numerosas publicaciones y espectadores que la describieron como «obra maestra» y «carta de amor a Reino Unido».
La ceremonia comenzó a las 21:00 BST y duró casi cuatro horas. La audiencia televisiva internacional fue de aproximadamente 900 millones de espectadores, de esta manera se convirtió en la ceremonia de apertura olímpica más vista en el Reino Unido y Estados Unidos.
El contenido de la ceremonia se mantuvo, en gran medida, secreto, a pesar de los miles de voluntarios y tras dos ensayos públicos. Las principales escenas artísticas fueron las representaciones de la Revolución Industrial británica, el Servicio Nacional de Salud y el patrimonio literario, musical y cultural de ese país. Además, la ceremonia contó con un cameo filmado de la reina Isabel II y una actuación en vivo de la Orquesta Sinfónica de Londres, acompañada por Rowan Atkinson, actuando como Mr Bean. Estas representaciones fueron atribuidas al sentido del humor británico. Las presentaciones, en casi todos los segmentos de la ceremonia, de niños y jóvenes, reflejaron la búsqueda de inspirar a una generación —«inspire a generation» emblema de los Juegos de Londres—.

## Preparativos

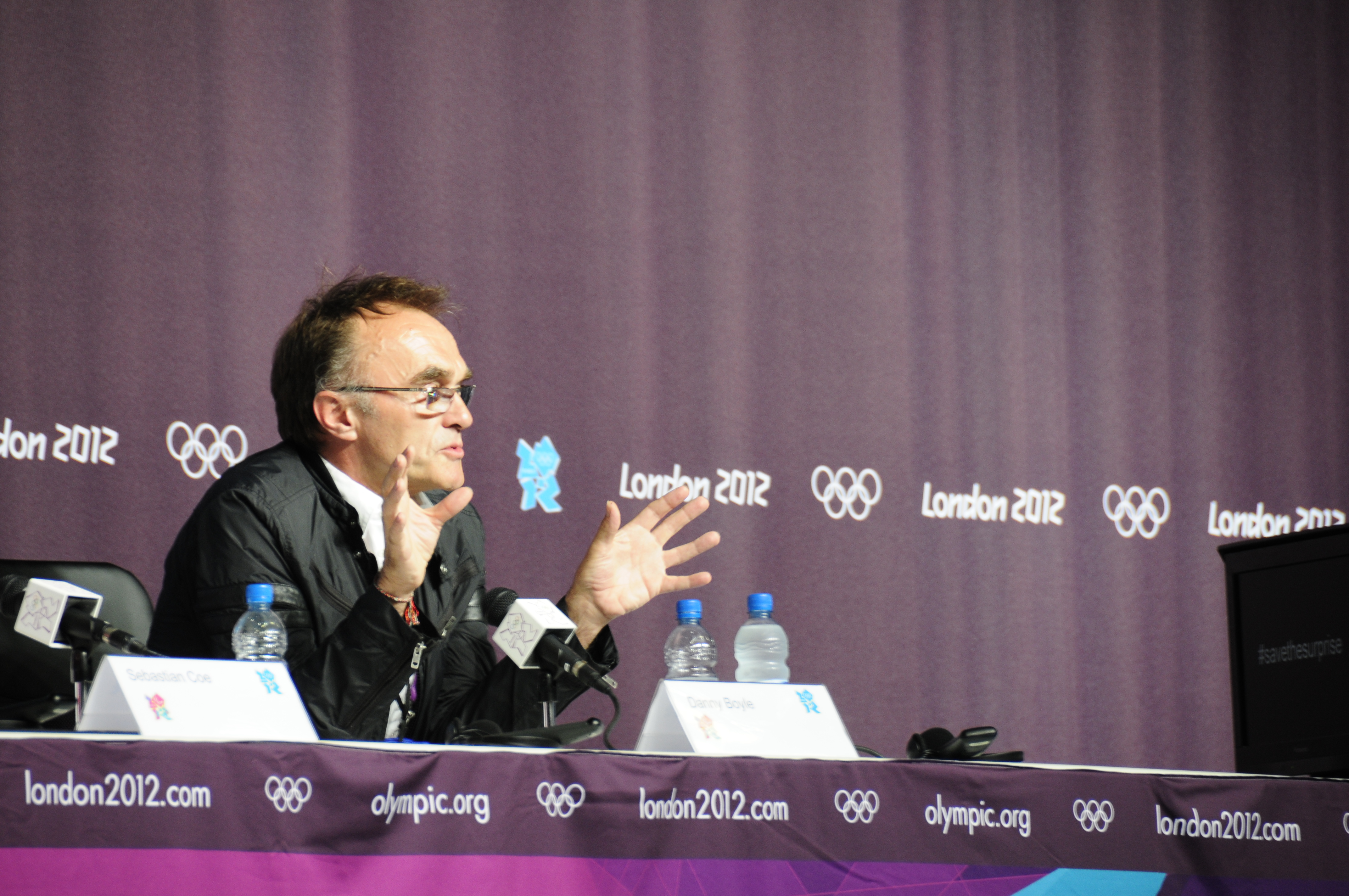
Danny Boyle, director de la Ceremonia de apertura.

En julio de 2010, el Comité Organizador de los Juegos Olímpicos y Paralímpicos de Londres 2012 —LOCOG, por sus siglas en inglés— anunció que Danny Boyle, director británico ganador del Óscar, sería el director artístico de la ceremonia de apertura. El equipo estuvo compuesto por Stephen Daldry, director tres veces nominado al Óscar, Mark Fisher, productor de conciertos e integrante del equipo encargado de las ceremonias olímpicas de Pekín 2008, Hamish Hamilton, director británico, y Catherine Ugwu, productora y miembro de los equipos artísticos de las ceremonias de Vancouver 2010 y Mánchester 2002.
Boyle explicó que cuatro cosas lo motivaron a tomar el trabajo: que es gran fanático de los Juegos Olímpicos, que vivía a una milla del Estadio Olímpico, que el 27 de julio es el cumpleaños de su padre y su experiencia como director ganador del Óscar. Además declaró que aceptar el trabajo «extrañamente se sentía como... una responsabilidad cívica o nacional». En 2011, Boyle reconoció que la extravagancia de la ceremonia de apertura de 2008 era imposible de superar, por lo que su deseo era «volver al inicio», recuperar las tradiciones creadas desde Los Ángeles 1984.
A pesar de las modestas expectativas, a finales del 2011, el Gobierno Británico duplicó el presupuesto para las ceremonias, por lo que la apertura de Londres 2012 tuvo un costo de 27 millones de libras, que, sin embargo, fue aproximadamente el doble de lo previsto originalmente. Por su parte, la inauguración de Pekín 2008 tuvo un costo de 65 millones de libras.
El título del espectáculo —Islas Maravillosas (del inglés: Isles of Wonder)— se inspiró en La Tempestad de William Shakespeare (especialmente en el discurso No tengas miedo de Calibán). Boyle clasifica el discurso de Calibán como uno de los más bellos de la obra shakesperiana. El pasaje habla de las bellezas de una isla y la devoción del personaje por ese lugar. Entre los pocos detalles publicados por el equipo creativo, fue la presencia de la campana más grande de Europa (una estructura de 27 toneladas, dos veces más pesada que el Big Ben), la participación de cientos de enfermeras y niños en uno de los segmentos y la actuación de diversos artistas.

## Personalidades
Desde el Palacio Real asistieron a la ceremonia: la reina Isabel II —que además inauguró sus segundos Juegos Olímpicos—, el príncipe Felipe de Edimburgo, el príncipe Carlos de Gales, la duquesa Camila de Cornualles y otros miembros Familia Real Británica. Acompañados por el arzobispo de Canterbury, Rowan Williams; el primer ministro del Reino Unido, David Cameron, y su esposa Samantha Cameron; el ex primer ministro John Major; y el alcalde de Londres Boris Johnson con su esposa Marina Wheeler.
Entre las personalidades foráneas asistentes se encontraban asimismo la presidenta de Brasil, Dilma Rousseff; el primer ministro de Rusia, Dmitri Medvédev; el primer ministro de Japón, Yoshihiko Noda; la primera ministra de Australia, Julia Gillard; el primer ministro de Francia, Jean-Marc Ayrault; el primer ministro de Bélgica, Elio Di Rupo; la primera ministra de Bangladés, Sheikh Hasina; la primera ministra de Jamaica, Portia Simpson-Miller; la Reina Sofía de España; la primera dama de los EE. UU., Michelle Obama; el presidente del Comité Olímpico Internacional, Jacques Rogge; y el presidente del Comité Organizador de los Juegos, Sebastian Coe.

## Actos

### Islas maravillosas

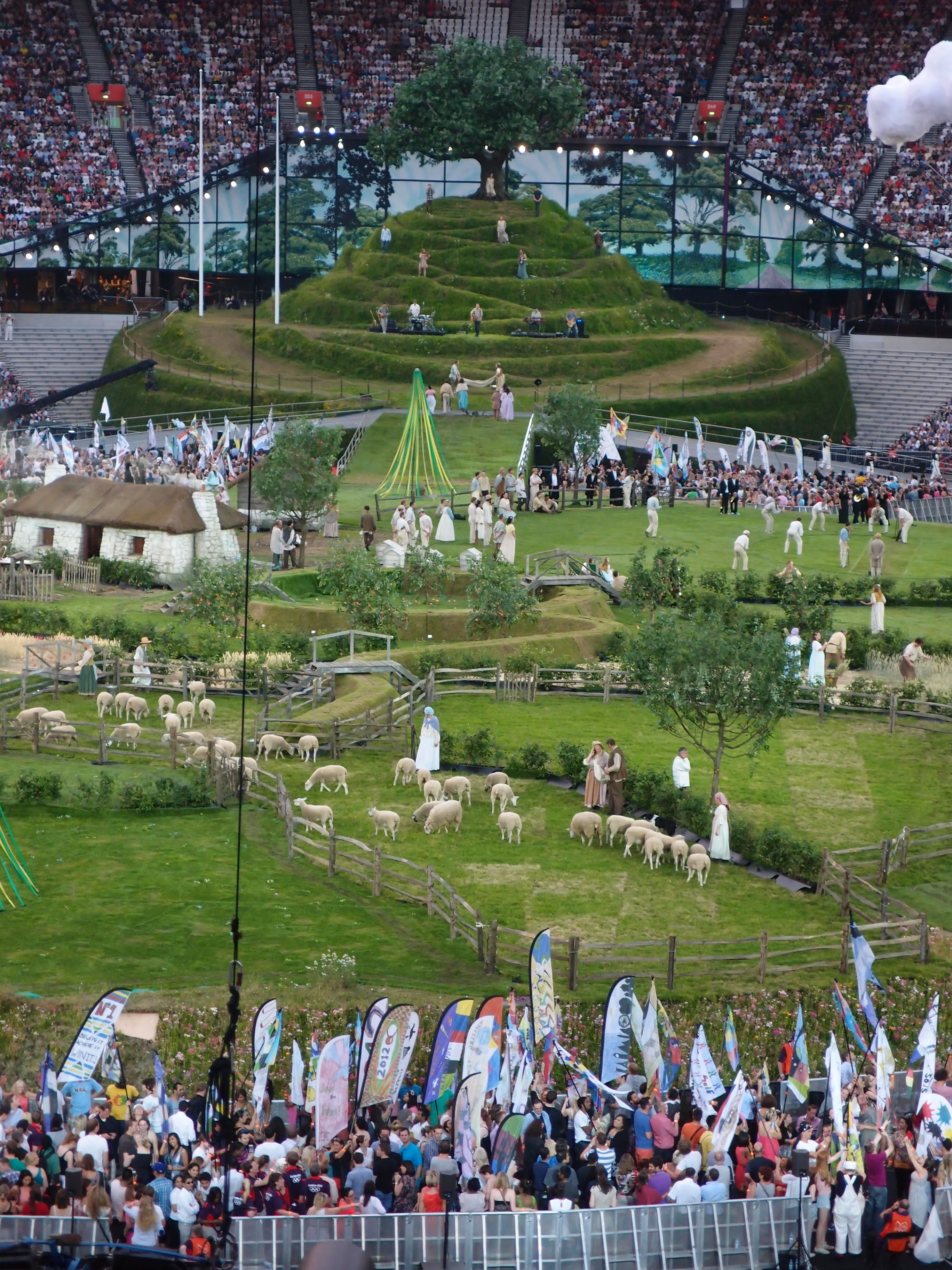
Escena representando la Gran Bretaña rural.

Exactamente a las 8:12 p. m. («2012» en el reloj de 24 horas) los Red Arrows pasaron volando en formación sobre el Estadio Olímpico y del concierto de Hyde Park. El prólogo incluyó una interpretación de «Nimrod» de Variaciones Enigma compuesta por Edward Elgar, el cual fue presentado por la Orquesta Sinfónica de Londres. Cuarenta y ocho minutos más tarde, a las 9 p. m., la ceremonia empezó con una película de dos minutos dirigida por Danny Boyle y producida con la participación de la BBC. Con inicio en el nacimiento del río Támesis en Gloucestershire, la película sigue el río hasta el corazón de Londres, yuxtaponiendo imágenes de la vida británica contemporánea con tomas pastorales. La banda sonora incluye extractos de varias piezas musicales, destacando Variations de Andrew Lloyd Webber, el tema de EastEnders por Simon May, «London Calling» de The Clash y «God Save the Queen» de Sex Pistols. El camino de la película terminó en el Estadio Olímpico, donde grupos de niños sostenían globos enumerados desde 10 al 1 que estallaron en secuencia con una cuenta regresiva conducida por la audiencia. Bradley Wiggins, ganador del Tour de Francia hacía solo cinco días, emergió para inaugurar la ceremonia tocando la campana afinada armoniosamente más grande del mundo. La campana fue forjada por Whitechapel Bell Foundry de Londres.
La sección de apertura de la ceremonia resumió la economía y el desarrollo social británico desde la economía rural a la Revolución Industrial hacia los años 60. Al comienzo, el suelo del estadio tuvo en su centro un modelo de Glastonbury Tor y un modelo de village cricket como prometió Boyle, repleto de animales vivos y actores interpretando pobladores y trabajadores. El coro juvenil realizó cantos a capela. Los himnos informales de los cuatro países constituyentes de la nación fueron cantados: «Jerusalén» (de Inglaterra, cantada por un coro en vivo en el estadio), complementada por interpretaciones filmadas de «Danny Boy» (de la Calzada del Gigante en Irlanda del Norte), «Flor de Escocia» (del Castillo de Edimburgo en Escocia) y «Pan del Cielo» (de la playa de Rhosilli en Gales, pero cantada en inglés). Los himnos fueron entrecortados con metrajes de ensayos del Rugby Union Home Nations.

### Pandemonium

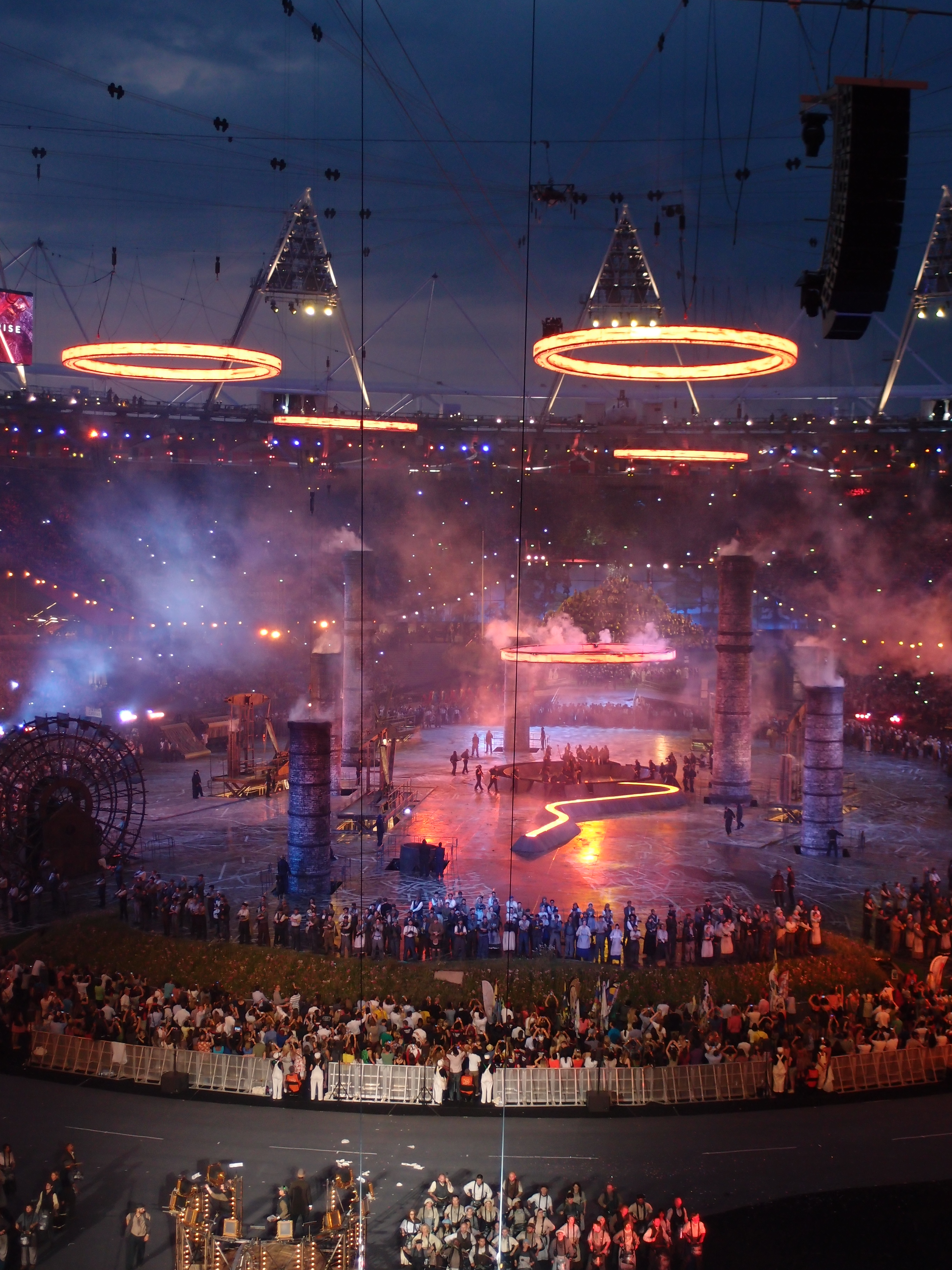
Escena que representa la Gran Bretaña industrial.

Mientras las interpretaciones progresaron, unos carruajes clásicos de la London General Omnibus Company entraron al estadio, llevando hombres vestidos con chaqués de la era victoriana, ataviados con sombreros altos. Liderados por Isambard Kingdom Brunel (interpretado por Sir Kenneth Branagh), los hombres salieron de los carruajes y contemplaron la tierra con aprobación. Después de llegar al Glastonbury Tor, Brunel entregó el discurso «No tengas miedo» de Caliban del 3.er acto, escena II de La tempestad de Shakespeare.
Mientras los pobladores enrollaban y apartaban el césped y otros accesorios, aparecieron varias chimeneas ascendiendo desde el suelo simbolizando la Revolución Industrial, acompañadas con hombres escalando su estructura, y los trabajadores imitaron forjar lo que se convirtió en uno de los anillos olímpicos. Boyle describió esta sección de la ceremonia como «Pandemónium» (en referencia a la capital del Infierno en El paraíso perdido), y dijo que celebra el «tremendo potencial» permitido por los avances de la era victoriana. Esta parte del espectáculo incluyó un silencio en memoria de los fallecidos durante las dos guerras mundiales, incluyendo soldados británicos (conocidos como tommies) y un campo de amapolas. Acompañado por 1000 percusionistas dirigidos por Evelyn Glennie interpretando "And I Will Kiss", los actores desfilaron alrededor del estadio representando grupos históricos que cambiaron el rostro de Gran Bretaña, incluyendo el movimiento para permitir a las mujeres votar, la marcha de Jarrow, los primeros inmigrantes caribeños llegando a Gran Bretaña a bordo del MV Empire Windrush, y Los Beatles como aparecen en la portada de su álbum Sgt. Pepper's Lonely Hearts Club Band. Aquí también se incluyó la presencia en vivo de los Pensionistas de Chelsea y un grupo de Pearly Kings and Queens. Varios de los participantes, incluyendo los caballeros victorianos, imitaron movimientos mecánicos repetitivos asociados con los procesos industriales, tales como telar. Mientras el desfile prosiguió, cuatro anillos olímpicos sobrevolaron el estadio y, cuando el quinto alcanzó su posición, se encendieron y chispearon con exuberancia.

### Felices y gloriosos
Entonces, la ceremonia pasa a Felices y gloriosos (Happy and glorius, que es uno de los versos de la letra del himno nacional del Reino Unido), un cortometraje que incluye a James Bond (interpretado por el actual actor de Bond, Daniel Craig) entrando al Palacio de Buckingham. Al ingresar al palacio hay una visita turística de niños brasileños (en alusión a los siguientes juegos olímpicos). a quienes se les está dando una explicación de la historia del palacio cuando James Bond pasa junto a ellos. Al llegar a los aposentos reales de la reina, se le observa sentada en su escritorio. Justo al dar las ocho y media en punto, la reina voltea y saluda diciendo "Good evening, Mr Bond!" (¡Buenas noches, Sr. Bond!), con lo que se hizo alusión a la puntualidad inglesa. Este momento también causó una ovación en el público en el estadio, ya que la actuación de la reina era auténtica y no se trató de una actriz. Después, al compás de la música para los reales fuegos de artificio de Händel, Bond escoltó a la Reina Isabel II fuera del edificio y esperó dentro de un helicóptero, que voló por Londres hasta el estadio. Durante el camino, el helicóptero pasa por algunos de los símbolos de Londres, como el Big Ben, el Tower bridge, el río Támesis, el ojo de Londres pasando por el centro del mismo. En todos los lugares por donde pasan, son saludados por personas de todas las nacionalidades, incluyendo las azoteas de los rascacielos. Al pasar por la estatua de Winston Churchill, esta cobra vida, y sonríe a la reina y le saluda con efusividad, lo cual sorprende al súper agente. Al final de la película, Bond y su Majestad saltaron del helicóptero mientras se escucha el tema musical clásico de las películas. Esta escena se entremezcló con imágenes en vivo de actores interpretándolos, que se lanzaron en paracaídas desde un helicóptero sobre el estadio (usando paracaídas con la Bandera del Reino Unido). La Reina y el Duque de Edimburgo (así como Jacques Rogge, presidente del Comité Olímpico Internacional) fueron presentados en el estadio. La reina usó el mismo vestido que en el cortometraje, para dar coherencia a la secuencia grabada. La bandera del Reino Unido fue izada por los miembros de las Fuerzas Armadas Británicas, mientras el himno nacional fue interpretado a capela por Kaos Signing Choir for Deaf and Hearing Children.

### Segunda a la derecha y directo hasta el amanecer
Siguió una secuencia que celebra la National Health Service (NHS). El nombre del acto hace alusión a la famosa obra de James Matthew Barrie, Peter Pan y Wendy (en la novela, wendy le pregunta a Peter Pan la ubicación del país de Nunca Jamás, a lo que el le responde «Second to the right and straight till the morning» (Segunda a la derecha y directo hasta el amanecer)). Las enfermeras de las NHS entraron al estadio con niños sobre camas de hospital, algunos funcionando como trampolines. Entre los intérpretes estuvieron personal del hospital y nueve niños que son pacientes a largo plazo en el Great Ormond Street Hospital. Las camas y las sábanas iluminadas estuvieron organizadas para formar un rostro feliz (el logo del Great Ormond Street Hospital) y su acrónimo «GOSH», visibles desde arriba.
Después de una secuencia de baile, comenzó un homenaje a la literatura infantil de autores británicos, con J. K. Rowling (quien aparece muy pocas veces en público) leyendo un fragmento de Peter Pan de J. M. Barrie, y representaciones inflables de los villanos de la literatura infantil —la Reina de Corazones, el Capitán Garfio, Cruella de Vil y lord Voldemort—. Posteriormente surgieron los capturadores de niños entre los infantes, así como docenas de mujeres interpretando a Mary Poppins, que descendieron en paraguas volantes. La escena completa fue diseñada para ser musicalizada por Mike Oldfield y una banda de fondo, que interpretó versiones arregladas de Tubular Bells (tocado en parte con un conjunto gigante de campanas tubulares detrás del escenario).
Luego, Sir Simon Rattle dirigió la Orquesta Sinfónica de Londres en una interpretación de «Carros de fuego» de Vangelis, con Mr Bean (interpretado por Rowan Atkinson) tocando cómicamente una sencilla nota repetitiva en el sintetizador. Escénicamente, Mr Bean cae en un sueño en donde se une a los corredores de la película Carros de fuego (sobre los Juegos Olímpicos de 1924), golpeándolos en su carrera emblemática a lo largo de West Sands en Saint Andrews, montándose en un carro y haciendo tropezar al corredor delantero.

### Frankie y June dicen; "¡Gracias, Tim!"
Estas interpretaciones fueron seguidas por una secuencia sobre la cultura popular británica. Para acompañamiento de famosas canciones simbólicas, incluyendo «Going Underground» de The Jam y el tema musical de Los arqueros, una joven madre y su hijo se dirigen a casa en el centro del escenario en un Mini Hatch. Cada uno de los lados de la casa sirve como una pantalla de proyección que muestra clips de varias películas, programas televisivos y vídeos musicales británicos, como Billy Elliot, Gregory's Girl y la propia de Boyle, Trainspotting, así como la serie española Cuéntame cómo pasó, entre otras series y películas. Un gran grupo de bailarines, rodeando un chico (Henrique Costa, de 19 años) y una chica (Jasmine Breinburg, de 18) coquetean a través de teléfonos móviles, interpretados para una diversidad de canciones populares británicas arregladas cronológicamente, finalizando con una interpretación en vivo de «Bonkers» de Dizzee Rascal y Armand Van Helden. Al final de la secuencia, la casa sube para revelar a Sir Tim Berners-Lee trabajando en un ordenador NeXT similar al que fue usado por él para inventar el World Wide Web, donde teclea: «Esto es para todos», instantáneamente deletreado en las luces de LED mostrada por 70.500 personas en la audiencia. Una secuencia filmada mostró a David Beckham conduciendo una lancha a motor en el río Támesis y cruzando bajo el Puente de la Torre, llevando la antorcha olímpica acompañada por la futbolista Jade Bailey. 
Como un tributo a las víctimas de guerra y los atentados de Londres de 2005 (que ocurrió un día después que se anunciase que Londres sería escenario de las Olimpiadas 2012), el himno «Abide with Me» de Henry Francis Lyte para la música de William Henry Monk, fue interpretado por Emeli Sandé y un grupo de bailarines, incluyendo Akram Khan, mientras que una pantalla mostraba las fotos de personas que habían muerto, aportados por los miembros del público como un monumento.

### Desfile de las naciones y discursos
Continuó el desfile de las naciones, acompañado en parte por canciones populares, incluyendo «West End Girls» de Pet Shop Boys, «Stayin' Alive» de Bee Gees y «Beautiful Day» de la banda irlandesa U2. Según la costumbre, Grecia lideró el desfile, seguida de otros países competidores en orden alfabético (según la forma inglesa) y finalmente la nación anfitriona, Gran Bretaña. La delegación británica entró con la canción «Heroes» de David Bowie. Cada bandera de nación fue plantada a lo largo del modelo de Glastonbury Tor. Después del desfile, los Arctic Monkeys interpretaron su canción «I Bet You Look Good on the Dancefloor» y una versión de «Come Together» de Los Beatles, este último mientras unos ciclistas llevaban representaciones en LED de las palomas de la paz yendo en círculos alrededor del estadio.
Siguieron los discursos de Lord Sebastian Coe —presidente del comité organizador— y del conde Jacques Rogge —presidente del COI—, y la Reina inauguró oficialmente los Juegos. Sentado junto a la Reina y el duque de Edimburgo estuvo el Arzobispo de Canterbury Rowan Williams.
La bandera olímpica fue llevada por ocho personas de alrededor del mundo como símbolos del valor olímpico: Daniel Barenboim, Sally Becker, Shami Chakrabarti, Leymah Gbowee, Haile Gebrselassie, Doreen Lawrence, el secretario general de las Naciones Unidas Ban Ki-moon y Marina Silva. Esta fue una ruptura con la tradición, ya que generalmente la bandera olímpica era llevada por atletas olímpicos. Antes de llegar a su destino, la bandera se detuvo frente al boxeador Muhammad Ali, que la tocó. Ali, quien encendió la llama olímpica en los Juegos Olímpicos de 1996 en Atlanta, Georgia, no había hecho una aparición pública desde el año 2009. La bandera olímpica fue recibida por un guardia colorido del personal de las Fuerzas Armadas Británicas y la izó al sonido del Himno Olímpico.

### Iluminación del pebetero olímpico
David Beckham, en su llegada al Parque Olímpico, ayudó a Sir Steve Redgrave —seis veces ganador de medallas olímpicas— a encender su antorcha. Redgrave llevó su antorcha en el estadio, a través de una guardia de honor formada por trabajadores de la construcción que construyeron el Parque Olímpico, y se la entregó a uno de un equipo de siete jóvenes deportistas (Callum Airlie, Jordan Duckitt, Desiree Henry, Katie Kirk, Cameron MacRitchie, Aidan Reynolds y Adelle Tracey), cada uno nominado por un famoso olímpico británico para transmitir el ánimo de los Juegos 2012 e «inspirar una generación». Después de completar una vuelta del estadio, cada uno fue abrazado por su nominador y se presentaron con su propia antorcha, que fueron encendidas por la original. Luego, completaron otro circuito parcial del estadio, antes que cada uno iluminase uno de los 204 pétalos de cobre —uno para cada nación que participa en la competición— montados en largas y grandes vigas. Cuando la llama hubo encendido todo los pétalos, subieron y convergieron concéntricamente para formar el pebetero olímpico, que fue diseñado por Thomas Heatherwick y descrito como «uno de los secretos mejor guardados de la ceremonia de apertura».
Antes del encendido del pebetero, Alex Trimble — el vocalista de la banda de indie rock Two Door Cinema Club— interpretó la canción «Caliban's Dream», escrita específicamente para la ceremonia por Rick Smith de Underworld. Una versión minimalista y ligeramente retocada del puente musical de «And I Will Kiss» de Underworld fijó el escenario para el encendido del pebetero olímpico. El encendido del pebetero fue seguido por una presentación de fuegos artificiales, ambientados con la canción «Eclipse» de Pink Floyd. Por último, Sir Paul McCartney y su banda interpretaron el final de «The End» y «Hey Jude» con su final similar a un himno cantada por el estadio completo para cerrar la ceremonia a las 12.45 a. m.

## Recepción

### Cifra de audiencia
El número de espectadores en Reino Unido de la cobertura de la BBC de la ceremonia de apertura llegó a los 26.9 millones, con un promedio de 22.4 millones de espectadores presentes en las cuatro horas del programa, lo que lo convirtió en el decimotercer programa más visto en Reino Unido. En los Estados Unidos, la ceremonia fue el evento no estadounidense más visto, con 42 millones de espectadores.

### Reseñas
The Times describió el evento como «una pieza maestra» con The Daily Telegraph diciendo que fue «brillante, impresionante, irracional y completamente británico». El escritor principal de deportes de la BBC lo llamó «excéntrico» e «irónico», diciendo: «Lo que nadie esperaba era que iba a ser tan gloriosamente frívolo, tan apabullantemente encantadora con cinismo y -bien, una diversión que te pellizca con fuerza». Aidan Burley, un británico conservador parlamentario denunció parte de la ceremonia en Twitter como «una basura multicultural izquierdista. Dejando atrás a Red Arrows, Shakespeare y los Stones». Sin embargo, este fue rechazado por sus compañeros conservadores, incluyendo el primer ministro David Cameron y el alcalde de Londres Boris Johnson. El comentarista televisivo de la BBC Trevor Nelson fue criticado por Andy Dawson de Daily Mirror como indeciso «similar a un muñeco de un ventrílocuo bombeado con mucha ketamina de baja calidad».
La reacción extranjera fue positiva. The New York Times dijo: «Con su ceremonia de apertura olímpica divertidísimamente peculiar, un salvaje revoltijo y lo caprichoso; lo convencional y lo excéntrico, y francamente inusual, Gran Bretaña se presentó a la noche del viernes del mundo como algo que a menudo ha forcejeado para expresarse a sí mismo: una nación segura de su propia identidad post-imperio, cualquier que realmente sea». The Sydney Morning Herald dijo que fue un «comienzo inolvidable» y The Times of India indicó que «Londres presentó una imagen vibrante del rico patrimonio y cultura de Gran Bretaña como una ceremonia de apertura colorida que marcó la inauguración de la trigésima edición de los Juegos Olímpicos». La agencia de noticias china Xinhua describió la ceremonia de apertura como «deslumbrante» y una «ceremonia excéntrica y exuberante de la historia, arte y cultura británica».
El Comité Internacional Olímpico ha sido criticada por no mantener un minuto de silencio durante la ceremonia de apertura para conmemorar el cuadragésimo aniversario de la masacre de Múnich en los Juegos Olímpicos de 1972.

### Críticas de la cobertura televisiva de la NBC
Se formularon críticas  a los servicios de noticias estadounidenses por la cobertura de la NBC sobre la ceremonia, incluyendo la aparente creencia por parte de los comentaristas y los presentadores Matt Lauer y Meredith Vieira del programa televisivo Today de que la Reina saltó en persona fuera del helicóptero, y una indicación por parte de Vieira de que ella no sabía quién era Sir Tim Berners-Lee. Incluso, hubo críticas a la decisión de NBC en retrasnmitir en ligero retraso su transmisión de la apertura y cierre de la ceremonia y no hacer una versión en vivo disponible para cable y usuarios de la red. Varios espectadores estadounidenses recurrieron a buscar por formas alternativas para ver las Olimpiadas aparte de la NBC (tales como la red de señal en vivo de la BBC para la ceremonia de apertura) a pesar de que ambos NBC y la IOC prometieron en tomar medidas severas en flujos de señal no autorizados. La crítica más significante fue nivelada en la NBC por emitir una entrevista de Ryan Seacrest a Michael Phelps durante el segmento de la ceremonia en memoria de aquellos que fallecieron en los bombardeos del 7 de julio de 2005 en Londres. Un portavoz de la NBC dijo que la emisora dejó el segmento fuera porque su programa olímpico estuvo  <<adaptada a la audiencia estadounidense».

## Música
Danny Boyle escogió al grupo de música electrónica Underworld, quien trabajó en varios de sus proyectos cinematográficos, como directores musicales de la música de la ceremonia. Underworld compuso piezas especialmente para la ceremonia, incluyendo «And I Will Kiss», interpretada por Evelyn Glennie y tamboristas durante la sección de Revolución Industrial «Pandemónium», y «Caliban's Dream» durante la iluminación del pebetero. Las piezas originales de Underworld recibieron reseñas favorables. En The Guardian, Michael Hann escribió: «Underworld, de hecho, es un poco de triunfo: las constituciones y desvanecimientos que han aprendido en el mundo de la música dance prestaron un espectáculo visual de momentos abrumadores que ofreció una sensación de estructura».
Se usaron motivos musicales para unir todo el programa: por ejemplo, los silbidos de «Caliban's Dream», escuchados por primera vez durante el minuto de silencio dentro de la sección de Pandemonium, regresaron frecuentemente —durante el forjadura de los anillos y emergían para unirse, y otra vez cuando las llamas fueron pasadas a los jóvenes atletas. De forma similar, en varias secciones de la música contiene referencia a campanas, vinculando a la gran campana forjada para la ceremonia, con secuencias modificadas basadas en la sección tradicional británica, con campanillas y una gran campana en tañido incluida en «Caliban's Dream». Las campanas fueron el tema de apertura de las Olimpiadas, iniciando a las 8:12 p. m. cuando la obra de arte All The Bells de Martin Creed tomó lugar, con campanas siendo tañidas a lo largo de Reino Unido, incluyendo las 40 campanadas del Big Ben.
La banda sonora de la ceremonia tuvo una amplia y ecléctica selección en mostrar la música británica. Estuvo principalmente enfocada en la música de los años 60 hacia adelante, causando que uno periodista chino preguntara: «¿Será la mayor ceremonia de apertura de rock and roll?»
La banda sonora tiene el nombre de Isles of Wonder (Las islas de lo maravilloso, literalmente) y fue lanzada para su descarga en iTunes en la medianoche del 28 de julio y un edición de 2 discos será lanzada el 2 de agosto de 2012. En menos de dos días después de su lanzamiento, la descarga del álbum destacó en los gráficos de iTunes en Gran Bretaña, Francia, Bélgica y España, y el número 5 en Estados Unidos. En los gráficos oficiales de Gran Bretaña, alcanzó también el número 5. Generalmente, la inauguración incluyó diversas canciones británicas, desde bandas sonoras de películas hasta éxitos de grandes roqueros como The Clash, Eric Clapton, Sex Pistols, The Who, Led Zeppelin, The Rolling Stones, The Kinks, Arctic Monkeys, Queen, The Beatles, David Bowie, Pink Floyd, Radiohead, entre otros. Aparte del álbum, The Telegraph publicó una lista completa de las canciones presentadas en la ceremonia.
| Pieza                                              | Artista | Escrita por |
| -------------------------------------------------- | --- | --- |
| "Galvanize"                                        | The Chemical Brothers | Ed Simons, Kamaal Fareed, Tom Rowlands, |
| «She Loves You»                                    | The Beatles | Lennon-McCartney |
| «Tiger Feet»                                       | Mud | Nicky Chinn, Mike Chapman |
| «Trampled Under Foot»                              | Led Zeppelin | Jimmy Page, Robert Plant, John Paul Jones, John Bonham                                                                                               |
| «A Message to You, Rudy»                           | The Specials | Dandy Livingstone |
| «Starman»                                          | David Bowie | David Bowie |
| «Bohemian Rhapsody»                                | Queen | Freddie Mercury |
| «Pretty Vacant»                                    | Sex Pistols | Johnny Rotten, Steve Jones, Paul Cook, Glen Matlock                                                                                                  |
| «Blue Monday»                                      | New Order | Gillian Gilbert, Peter Hook, Stephen Morris, Bernard Sumner                                                                                          |
| «Relax»                                            | Frankie Goes To Hollywood | Peter Gill, Holly Johnson, Brian Nash, Mark O'Toole                                                                                                  |
| «Back to Life (However Do You Want Me)»            | Soul II Soul (featuring Caron Wheeler) | Jazzie B, Caron Wheeler, Nellee Hooper, Simon Law |
| «He’s Gonna Step On You Again»                     | Happy Mondays | John Kongos, Christos Demetriou |
| «Sweet Dreams (Are Made of This)»                  | Eurythmics | Annie Lennox, Dave Stewart |
| «Bitter Sweet Symphony»                            | The Verve | música: Mick Jagger, Keith Richards letra: Richard Ashcroft                                                                                          |
| «Firestarter»                                      | The Prodigy (contiene extractos de «SOS» de The Breeders) | Kim Deal, Anne Dudley, Keith Flint, Trevor Horn, Liam Howlett, J.J. Jeczalik, Gary Langan, Paul Morley                                               |
| «Born Slippy .NUXX»                                | Underworld | Rick Smith, Karl Hyde, Darren Emerson |
| «I'm Forever Blowing Bubbles»                      | | música: John Kellette letra: James Kendis, James Brockman and Nat Vincent.                                                                           |
| «Song 2»                                           | Blur | Damon Albarn, Graham Coxon, Alex James, Dave Rowntree                                                                                                |
| «Bonkers»                                          | Dizzee Rascal | Dylan Kwabena Mills, Armand Van Helden |
| «Nimma Nimma»                                      | A. R. Rahman | A. R. Rahman |
| «Valerie»                                          | Mark Ronson con Amy Winehouse | Dave McCabe, Abi Harding, Sean Payne, Russell Pritchard y Boyan Chowdhury                                                                            |
| «Uprising»                                         | Muse | Matthew Bellamy |
| «Random Antics»                                    | Mikey J. con Kano | Asante/Robinson |
| «Pass Out»                                         | Tinie Tempah | Tinie Tempah, Labrinth |
| «Heaven»                                           | Emeli Sandé | Sandé, Spencer, Khan, Chegwin and Craze |
| «Abide With Me»                                    | Emeli Sandé | Henry Francis Lyte melodía: "Eventide" by William Henry Monk                                                                                         |
| «Welcome»                                          | productores: Lincoln Barrett, John Harris and Rick Smith mezclado por: by Simon Gogerly | |
| «I Bet You Look Good on the Dancefloor»            | Arctic Monkeys | Alex Turner |
| «Come Together»                                    | Arctic Monkeys | Lennon and McCartney |
| «Fanfare of the Common Welshman»                   | Orquesta Sinfónica de Londres | Karl Jenkins |
| «Himno Olímpico»                                   | Orquesta Sinfónica de Londres, director de orquesta: Geoffrey Alexander banda de música: Grimethorpe Colliery Band, director de orquesta: Sandy Smith | letra: Kostis Palamas música: Spyridon Samaras arreglo: Kirsty Whalley and Guy Barker                                                                |
| «Caliban's Dream»                                  | Underworld, the Dockhead Choir, Evelyn Glennie, Only Men Aloud, Elizabeth Roberts, Esme Smith and Alex Trimble Orquesta Sinfónica de Londres, director de orquesta: Geoffrey Alexander                                                                                | líder soprano y partitura coral escrita y arreglada por Rick y Esme Smith arreglo de partitura de tambores: Rick Smith y Paul Clarvis Smith and Hyde |
| «Eclipse»                                          | Pink Floyd | Roger Waters |
| «The End»                                          | Sir Paul McCartney | Lennon and McCartney |
| «Hey Jude»                                         | Sir Paul McCartney | Lennon and McCartney |
| «Sailor’s Boots»                                   | Frank Turner | Frank Turner |
| «Wessex Boy»                                       | Frank Turner | Frank Turner, Nigel Powell |
| «I Still Believe»                                  | Frank Turner | Frank Turner, Nigel Powell |
| «Surf Solar»                                       | F. Buttons | Andrew Hung and Benjamin John Power |
| «Eton Boating Song»                                | Eton College School Concert Choir and Orchestra | William Johnson Cory, Capt. Algernon Drummond, Evelyn Wodehouse                                                                                      |
| Tema para The South Bank Show                      | | Niccolò Paganini arreglo: Julian Lloyd Webber |
| «God Save the Queen»                               | Sex Pistols | Lydon, Matlock, Jones and Cook |
| Tema de EastEnders                                 | | Simon May y Leslie Osborne |
| «Under The House»                                  | Public Image Ltd. | John Lydon, Martin Atkins, Keith Levene |
| «London Calling»                                   | The Clash | Joe Strummer, Mick Jones, Paul Simonon, Topper Headon                                                                                                |
| «Pompa y circunstancia» Op.39: March, No 1 in D    | Orquesta Sinfónica de Londres | Edward Elgar |
| «Smile»                                            | Lily Allen | L. Allen, Iyiola Babalola, Darren Lewis |
| «Map of the Problematique»                         | Muse | Matthew Bellamy |
| «And did those feet in ancient time»               | The Dockhead Choir coordinador de coro: Mag Shepherd | poema: William Blake música: Hubert Parry |
| Londonderry Air ("Danny Boy")                      | The Belfast Philharmonic, Phil Kids Choir y JAM Junior Academy Of Music | Tradicional letra:Frederic Weatherly |
| «Flower of Scotland»                               | The Big Project | Roy Williamson (The Corries) arrangement: Kim Edgar                                                                                                  |
| "Bread of Heaven"                                  | Only Kids Aloud, Only Vale Kids Aloud and the WNO Singing Club | Tune Cwm Rhondda by John Hughes lyrics: William Williams arrangement: Tim Rhys-Evans                                                                 |
| "Nimrod" (from the Enigma Variations)              | LSO On Track youth orchestra Conducted by François-Xavier Roth Assistant Conductor: Matthew Gibson | Edward Elgar arrangement: Gareth Glyn |
| "And I Will Kiss"                                  | Underworld, Dame Evelyn Glennie, The 1000 Pandemonium Drummers LSO On Track, conductor: François-Xavier Roth assistant conductor: Matthew Gibson The Grimethorpe Colliery Band, orchestrator and conductor: Sandy Smith Steel Band: Nostalgia plus additional singers | Smith and Hyde |
| "Arrival of the Queen of Sheba" from Solomon       | London Symphony Orchestra conductor: Geoffrey Alexander | George Frideric Handel |
| Music for the Royal Fireworks: IV. La Rejouissance | London Symphony Orchestra conductor: Geoffrey Alexander | George Frideric Handel |
| Dambusters March                                   | London Symphony Orchestra conductor: Geoffrey Alexander | Eric Coates |
| James Bond Theme (from Dr. No)                     | The John Barry Orchestra | Monty Norman |
| "Sundowner"                                        | Blanck Mass | Benjamin John Power |
| "Sundowner"                                        | London Symphony Orchestra | Benjamin John Power arrangement: Rick Smith orchestrator: Geoffrey Alexander                                                                         |
| "God Save the Queen" (National Anthem)             | The Kaos Signing Choir for Deaf and Hearing Children signductor: Ali Wood | composer: uncertain |
| "Tubular Bells"                                    | Mike Oldfield Alistair Mulloy, Luke Oldfield, Ash Soan Musical director: Robin Smith | Mike Oldfield |
| "In Dulci Jubilo"                                  | Mike Oldfield Recorder: Andy Findon | traditional, 14th C. |
| "Chariots of Fire"                                 | the London Symphony Orchestra Conducted by Sir Simon Rattle pianist: Iain Farrington additional singers featuring Mr Bean (Rowan Atkinson) | Vangelis arrangement: Howard Goodall orchestrator: David Butterworth                                                                                 |
| "Girls in Grey"                                    | Charles Williams and His Concert Orchestra | Charles Williams |
| Theme to The Archers ("Barwick Green")             | | Arthur Wood |
| "Black and White Rag"                              | Winifred Atwell | George Botsford |
| "Push the Button"                                  | Sugababes | Dallas Austin, Mutya Buena, Keisha Buchanan, Heidi Range                                                                                             |
| "Enola Gay"                                        | Orchestral Manoeuvres In The Dark | Andy McCluskey |
| "Food Glorious Food"                               | from the original soundtrack recording of Oliver! | Lionel Bart arrangement: Green |
| "When I Was a Youngster"                           | Rizzle Kicks | Alexander-Sule, Stephens, Street, Dring, Edwards and Ray                                                                                             |
| "Going Underground"                                | The Jam | Paul Weller |
| "Wonderful Tonight"                                | Eric Clapton | Eric Clapton |
| "My Generation"                                    | The Who | Pete Townshend |
| "(I Can't Get No) Satisfaction"                    | The Rolling Stones | Mick Jagger, Keith Richards |
| "My Boy Lollipop"                                  | Millie Small | Robert Spencer, Morris Levy, Johnny Roberts |
| "All Day and All of the Night"                     | The Kinks | Ray Davies |